# Додекафония
Додекафо́ния (от греч. δώδεκα — двенадцать и греч. φωνή — звук) — техника музыкальной композиции, разновидность серийной техники, использующей серии из «двенадцати лишь между собой соотнесённых тонов» (нем. «Komposition mit zwölf nur aufeinander bezogenen Tönen»). Изобретена австрийским композитором Арнольдом Шёнбергом в начале 1920-х годов.

## Предпосылки изобретения додекафонии
Ко времени создания метода додекафонии — в начале 1920-х годов — профессиональные музыканты в полной мере осознают кризис средств музыкальной техники. Ведь безграничная свобода творчества, обретённая ими в начале XX века, привела к размыванию самих основ господствовавшего раньше музыкального языка и даже к звуковой «анархии». В то же время изобретатель додекафонии Арнольд Шёнберг, уже прославившийся в музыкальном мире созданием атональных сочинений, вдруг обнаруживает невозможность полноценного творчества в крупных музыкальных жанрах. Для создания произведений, превосходящих по объёму небольшую пьесу, композитору была необходима определённая программа, которая бы композиционно связала это произведение воедино. Стало очевидно, что необходим новый универсальный и практичный метод сочинения, который бы воспринимался любым музыкантом без ущерба для собственной индивидуальности. Разрешая эту проблему, к 1923 году Шёнберг создаёт метод додекафонии. Замысел создания этого метода был уже подготовлен творчеством других крупных музыкантов начала XX века. Ещё до его изобретения А. Н. Скрябин, И. Ф. Стравинский, Н. А. Рославец, А. Веберн, А. Берг и ряд других композиторов этого времени уже интуитивно применяли в создании своих произведений ряды неповторяющихся звуков и элементы 12-тоновой техники. Австрийский композитор Йозеф Маттиас Хауэр в 1919—1921 годах создаёт метод тропов, который построен на сходных с додекафонией принципах.

## Характеристика
Предложенный Шёнбергом новый метод сочинения реформировал, прежде всего, звуковысотную организацию музыки. Сущность шёнберговского метода додекафонии состоит в том, что составляющие данное произведение мелодические голоса и созвучия производятся непосредственно или в конечном счёте из единственного первоисточника — избранной последовательности всех 12 звукостепеней равномерно темперированной (так называемой «хроматической») октавы, трактуемых как единство. Эта последовательность звуков называется серией (фр. série — ряд, нем. Reihe). В методе додекафонии не существует самого понятия благозвучия или неблагозвучия: все 12 тонов октавы используются совершенно равноправно и соотносятся «лишь между собой», образуя в своей серии уникальную последовательность звуков. Серия может быть «горизонтальной» — мелодией и «вертикальной» — созвучием с определённой структурой.
Развитие начальной серии в сочинении, называемой «основной серией» или «оригинальной формой», также регулируется правилами метода. Основная серия имеет только три строго установленные модификации, созданные Шёнбергом по принципу композиции полифонической музыки — техники контрапункта. Одной из таких модификаций является «инверсия» — звуки серии движутся по одним и тем же интервалам, но в противоположных направлениях (движение вниз чередуется с движением вверх). Применяются также такие модификации, как «ракоход» — звуки серии следуют в обратном порядке (от конца к началу) и «ракоход-инверсия», которая объединяет два предыдущих вида преобразований.
Серия и её модификации могут начинаться от всех возможных 12 звуков, соответственно имеют столько же высотных вариантов. Звучания могут переноситься на другую «абсолютную высоту» (например, мелодия от ноты «ре» играется от ноты «до»), причём перенос на октаву (те же ноты в другом регистре) не считается вариантом. Таким образом, композитор, перед тем, как приступить к сочинению музыки, создаёт себе «звуковое поле» — «серийный квадрат» из серии, её модификаций и высотных вариантов. Всего у основной серии может быть 47 видов, то есть всего может существовать 48 родственных друг другу серий. Между ними устанавливается система высотных связей на основе сходства и различия интервальных групп, причём зависящая от индивидуальных особенностей структуры самой серии. На основе этих серий и их взаимодействий и создаётся музыкальное сочинение.

## Значение
В 1923 году Шёнберг писал, что созданный им метод додекафонии «утвердит превосходство германской музыки на несколько сотен лет». Безусловно, такая высокая оценка метода додекафонии обусловлена его неоспоримыми преимуществами: строгой рациональностью, ясностью правил сочинения, безграничными возможностями выражения. И словно оправдывая свою оценку метода додекафонии, Шёнберг сочинил по нему множество произведений: Духовой квинтет, опус 26 (1924), Вторую камерную симфонию, oпус 38 (1906—39), оперу «Моисей и Аарон» (1930—1950, не окончена) и многие другие. Помимо этого, этот метод также широко использовался его учениками — Антоном Веберном, Альбаном Бергом. Метод додекафонии стал предтечей музыкального сериализма.
Американский композитор Скотт Брэдли, известный своими музыкальными партитурами для таких работ, как «Том и Джерри» и «Друпи», использовал в своей работе технику с 12 тонами. Брэдли изучил эту концепцию, будучи учеником Шёнберга. Брэдли так описал своё использование додекафонии: «Система двенадцати тонов обеспечивает развитие „вне этого мира“, столь необходимое для того, чтобы описать фантастические и невероятные ситуации, которые содержатся в современных мультфильмах».

## Дополнительные ссылки
- Datenbank von Tonreihen und Tropen. Дата обращения: 2 июня 2018. Архивировано из оригинала 22 мая 2014 года.
- Covach, John. Josef Matthias Hauer (англ.). ibiblio.org. Дата обращения: 2 июня 2018.